# Sergej Karasëv
Sergej Vasil'evič Karasëv (in russo Сергей Васильевич Карасёв?; San Pietroburgo, 26 ottobre 1993) è un cestista russo.
È anche noto con la trasliterrazione Sergey Karasev ed è il figlio di Vasilij Karasëv, ex cestista e allenatore di pallacanestro russo.

## Carriera
Dal 2010 al 2013 milita nel Triumf Ljubercy nella PBL russa. Nella stagione 2012-13 ha avuto una media di 16,1 punti in Eurocup. Il 3 aprile 2013 decide di rendersi eleggibile per il Draft NBA 2013.
Il 27 giugno 2013 viene selezionato come 19^ scelta nel draft dai Cleveland Cavaliers. L'11 dicembre viene assegnato ai Canton Charge, in D-League, venendo reintegrato il giorno successivo. Il 27 dicembre 2013 viene nuovamente assegnato ai Charge, venendo richiamato il successivo 30 dicembre.
Nel luglio 2012 milita nella Nazionale russa, con cui ha disputato  il Torneo di Qualificazione Olimpica. È stato convocato per i Giochi della XXX Olimpiade.

## Palmarès

### Squadra
- VTB United League: 1

Zenit San Pietroburgo: 2021-2022
- Coppa di Russia: 1

Zenit San Pietroburgo: 2023-2024
- Supercoppa VTB United League: 2

Zenit San Pietroburgo: 2022, 2023

### Individuale
- VTB United League Young Player of the Year: 1

Triumf Ljubercy: 2012-13